# Abtei Saint-Corneille

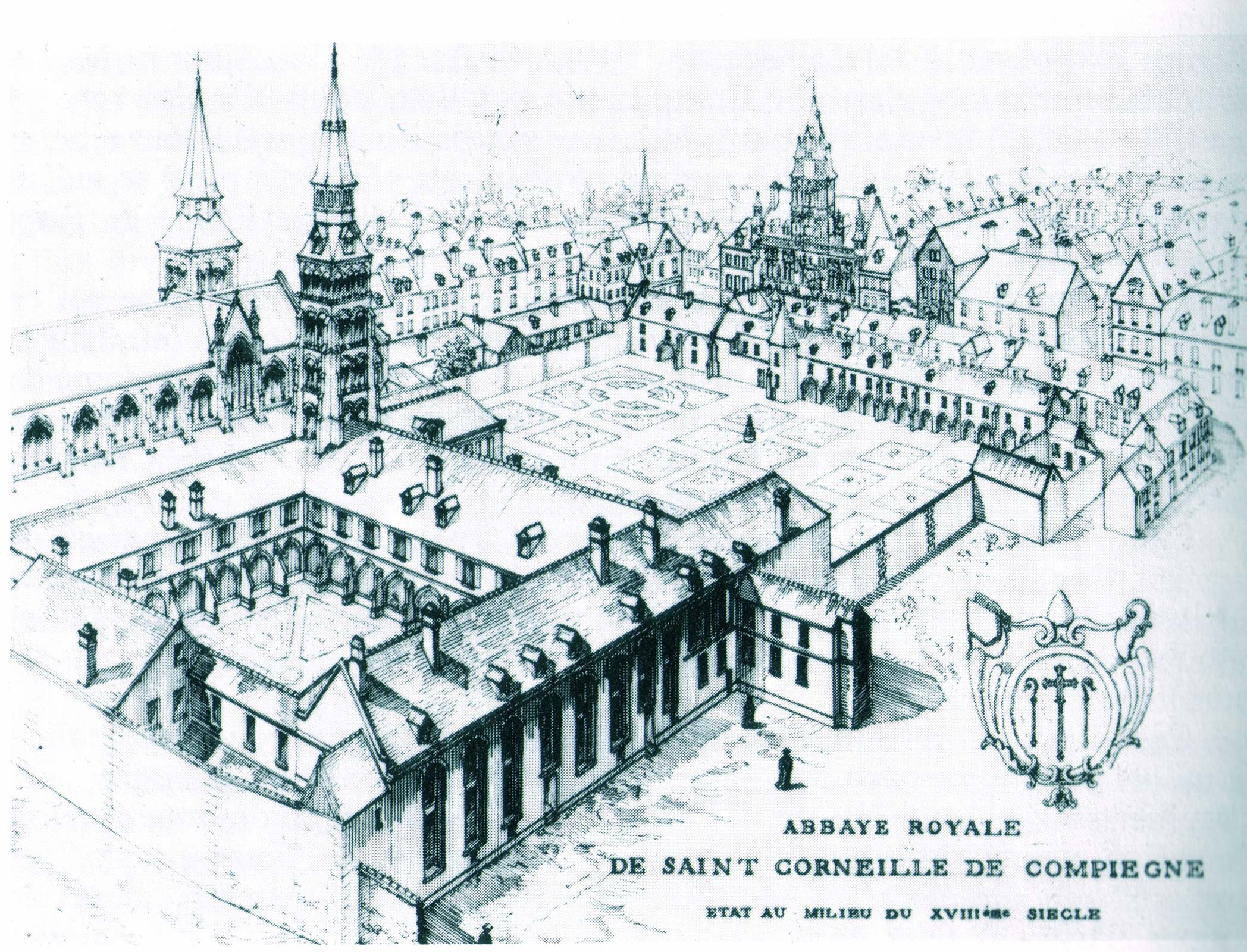
Saint-Corneille de Compiègne

Die Abtei Saint-Corneille in Compiègne bestand von 876 bis 1790. Sie liegt etwa 75 Kilometer nördlich von Paris in der Grafschaft Valois und hieß anfangs Sainte-Marie oder Notre-Dame. Erst später wurde sie in Saint-Corneille umbenannt, ist aber außerdem unter dem Namen Saint-Cyprien bekannt.
Diese kaiserliche und königliche Abtei wurde als Nachfolgerin oder zumindest als Gegenstück zur Aachener Königspfalz gegründet. Sie wurde von einem Papst geweiht und war Ort einer Reihe von Konzilen. Mehrere Karolinger ließen sich hier krönen oder bestatten. Die Abtei Notre-Dame in Compiègne war für die Karolinger das, was die Abtei Saint-Denis für die Kapetinger war. Nachdem Letztere die Macht übernommen hatten – in den Mauern der Abtei wurde Hugo Capet als König anerkannt – ließ die Bedeutung des Klosters so stark nach, dass sie schließlich nur noch regionaler Natur war. Dennoch blieb sie in den Augen des Adels und des Volkes aufgrund ihrer Vergangenheit und ihrer Reliquien eine berühmte königliche Abtei. Die Geschichte der Stadt Compiègne und des Valois ist eng mit der dieser Abtei verknüpft. Auch nachdem die Mönche 1150 durch Benediktiner ersetzt worden waren, hielten die konfliktbehafteten Beziehungen zu den lokalen Herren und den Bischöfen von Soissons an. König und Papst sahen sich fortlaufend gezwungen, die Abtei zu schützen oder ihre Ambitionen zu dämpfen.
Selbst gegen Ende des Mittelalters wurde Saint-Corneille noch als diejenige Abtei angesehen, die die anderen Abteien Nordfrankreichs überstrahlte. Sie beherbergte noch in der Renaissance zahlreiche Reliquien und eroberte Fahnen, war Gastgeber für Fürsten und Königinnen und hatte acht Barone zu Lehensträgern. Die Äbte übten eine beständige Macht im Tal der Oise und in Compiègne aus, doch führten die Vergabe der Klosterleitung an Kommendataräbte und die Vereinigung mit der Pariser Abtei Val-de-Grâce den Niedergang herbei. Die Französische Revolution schließlich löste das Kloster auf. Die Gebäude wurden geplündert und 1793 aufgegeben. Die letzten Reste der Abtei Saint-Corneille in Compiègne gingen 1940 bei der Bombardierung der Stadt durch die deutsche Luftwaffe unter.